# Salvagnac
Salvagnac (okzitanisch: Salvanhac) ist eine südfranzösische Gemeinde mit 1.236 Einwohnern (Stand: 1. Januar 2022) im Département Tarn in der Region Okzitanien. Die Gemeinde gehört zum Arrondissement Albi und zum Kanton Vignobles et Bastides. Die Bewohner werden Salvagnacois und Salvagnacoises genannt.

## Geografie
Salvagnac liegt etwa 37 Kilometer westlich von Albi und etwa 29 Kilometer südöstlich von Montauban entfernt. Das Gebiet der Gemeinde wird vom Tescou, dem Tescounet und verschiedenen anderen kleinen Wasserläufen entwässert.
Umgeben wird Salvagnac von den Nachbargemeinden La Sauzière-Saint-Jean im Norden und Nordwesten, Puycelsi im Norden und Nordosten, Lisle-sur-Tarn im Osten, Rabastens im Süden und Südosten, Grazac im Süden und Südwesten sowie Montgaillard im Westen.

## Geschichte
Es gilt als fast sicher, dass der Name Salvagnac vom Namen einer römischen Person „Silvanus“ stammt, abgeleitet von „Sivanus“.
Raimond III. Pons, Graf von Toulouse, starb im Jahr 950 und seine Witwe Garsinde verwaltete seinen Besitz. Vor ihrem Tod tätigte Garsinde zahlreiche Schenkungen, die in einem Kodizill aus der Zeit zwischen 972 und 974 dokumentiert sind. Durch diesen Akt übergab sie ihr Lehen Salvagnac „villam meam quem vocant Selvaniaco“ an Frotaire, den Bischof von Cahors. Nach seinem Tod ging das Anwesen an die Abtei Saint-Michel de Gaillac zurück. Aus diesem Dokument geht hervor, dass das Lehen von Salvagnac ab dem 10. Jahrhundert dem Haus Toulouse gehörte.
Im Jahr 1209 gab Raimond VI. seinem Bruder Baudoin einen Teil des Erbes, das er von seinem Vater Raimond V. erhalten hatte, nämlich die Vizegrafschaft Bruniquel und das Lehen Salvagnac. Dies erklärt, dass Salvagnac im Frühjahr 1211, nachdem Baudoin einen Pakt mit Simon de Montfort geschlossen hatte, unter die Herrschaft dieses Letzteren geriet, der einen Feldzug zur Eroberung der am rechten Ufer des Tarn gelegenen Festungen der Grafen von Toulouse begonnen hatte. Am Ende des Sommers 1211 wurde Baudoin aus Salvagnac vertrieben und Raimond VI. eroberte seine Festung zurück. Anschließend spendete Raimond VI. im Jahr 1220 den Benediktinern von Saint-Michel de Gaillac, die in Salvagnac ein einfaches Priorat gründeten, sicherlich um die dortigen Ländereien zu überwachen. Schließlich kam Raimond VII. am 4. Dezember 1224 auf die Burg von Salvagnac, um die Hochzeit seines leiblichen Bruders Bertrand mit Comtoresse, der Tochter von Mainfroi de Rabastens, zu beschließen. Am selben Tag schenkte er Bertrand die Vizegrafschaften Bruniquel und Monclar sowie das Lehen Salvagnac. Seine Ländereien blieben bis 1629 im Besitz von Bertrand, dem Jahr des Todes von Anne de Monclar, deren Sohn Louis 1622 bei der Belagerung von Tonneins getötet worden war. Somit gehörte Salvagnac mehr als sechs Jahrhunderte lang zum Geschlecht von Toulouse.
Es wird angenommen, dass Antoine de Monclar, Vicomte von Monclar und Baron von Salvagnac, im Jahr 1568 konvertierte und einer der Anführer der Reformierten wurde. Er starb 1572. Sein Sohn Jean Antoine kehrte nach der Bartholomäusnacht im August 1572 zum katholischen Glauben zurück, doch die Katholische Liga bezweifelte seine Konvertierung. Im August 1585 besetzten Hugenotten Salvagnac und blieben dort bis zum Ende der Belagerung im folgenden Jahr. Im November 1586 beschloss Anne de Joyeuse in einem Kriegsrat, die Belagerung von Salvagnac durchzuführen, um diese Stadt zurückzuerobern. Er stellte eine Armee von 8000 Infanteristen und 800 Kavalleristen auf und beschoss die Stadt mit neun in Pelot installierten Kanonen. Innerhalb der Stadt befand sich eine Garnison von 500 protestantischen Soldaten unter dem Kommando von Hauptmann Penavayre. Die Belagerten warteten auf Hilfe aus Montauban, die jedoch nicht eintreffen konnte, weil es stark regnete und die Straßen unpassierbar waren. Die Wetterbedingungen wurden für die Belagerer nicht besser und es kam zu Epidemien. Letztlich kam es zu einer Einigung zwischen den Belagerten und den Belagerern, die am 23. November begonnene Belagerung wurde am 3. oder 4. Dezember aufgehoben und die protestantischen Truppen verließen die Stadt und zogen sich nach Montauban zurück.
Sobald die Belagerung vorbei war, drangen der Viguier und der Syndikus der Diözese in die Stadt ein und begannen mit der Zerstörung. Es sollte mehr als zwei Jahrhunderte dauern, bis der Einfluss der befestigten Stadt wiederhergestellt war. Die Burg blieb wohl teilweise verschont, da sie im August 1606 Stück für Stück inventarisiert wurde. Die Kirche wurde einige Jahre später wieder für den Gottesdienst genutzt.

## Bevölkerungsentwicklung
| Jahr                       | 1962 | 1968 | 1975 | 1982 | 1990 | 1999 | 2006 | 2013 |      |
| Einwohner                  | 1049 | 1016 | 863  | 817  | 826  | 927  | 1001 | 1141 | 1242 |
| Quellen: Cassini und INSEE |      |      |      |      |      |      |      |      |      |

## Sehenswürdigkeiten
- Kirche Notre-Dame aus dem 14. Jahrhundert
- Reste des Schlosses Salvagnac aus dem 16. Jahrhundert, Ende des 19. Jahrhunderts abgerissen. Fassaden und Dächer der beiden verbliebenen Türme sind seit 1980 als Monument historique eingeschrieben.
- Die ehemalige Weizenmühle im Weiler Saint-Angel wurde vermutlich im 18. Jahrhundert errichtet. Ihr Betrieb wurde 1951 eingestellt. Sie ist seit 1975 als Monument historique eingeschrieben.

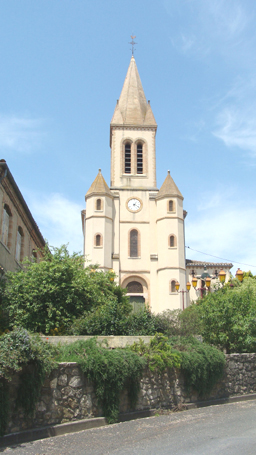
Kirche Notre-Dame
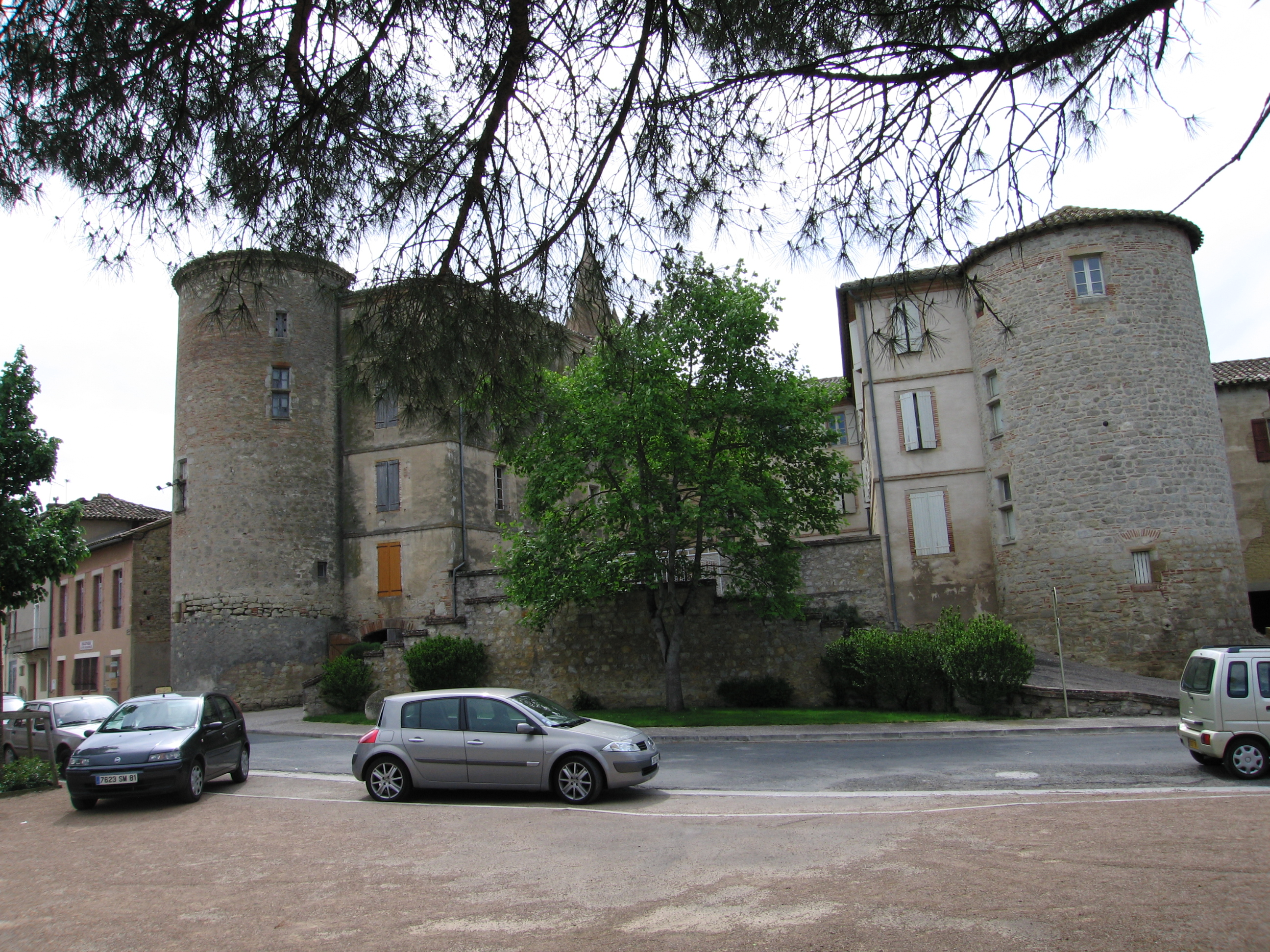
Schloss Salvagnac
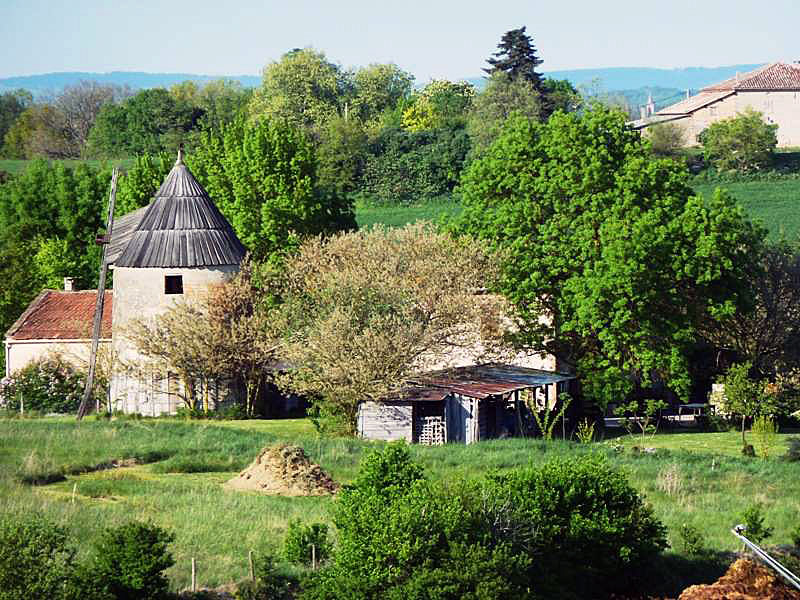
Ehemalige Mühle